# Râle géant
Megacrex inepta
Genre
Espèce
Statut de conservation UICN

 LC  : Préoccupation mineure
Le Râle géant (Megacrex inepta, syn. Amaurornis ineptus), unique représentant du genre Megacrex, est une espèce d'oiseaux de la famille des Rallidae.

## Répartition et habitat
Cet oiseau est endémique de la Nouvelle-Guinée, île partagée entre l'Indonésie et la Papouasie-Nouvelle-Guinée. Elle vit dans les fourrés humides, les forêts marécageuses et les mangroves.